# Ловац на јелене
Ловац на јелене (енгл. The Deer Hunter) је амерички ратни филм из 1978. године, који је режирао Мајкл Чимино, а чија се радња врти око русинско-америчких радника у челичани и њиховог војног рока током Вијетнамског рата. Главне улоге тумаче Роберт де Ниро, Кристофер Вокен, Џон Севиџ, Џон Казале, Мерил Стрип и Џорџ Зундза. Радња филма одвија се у Клертону, малом индустријском градићу смештеном на реци Мононгахила, јужно од Питсбурга, а након тога у Вијетнаму и пред крај у Сајгону током Вијетнамског рата.
Филм је деломично темељен на никада продуцираном сценарију назива Човек који је дошао да се игра, аутора Луиса Гарфинкла и Квина K. Редекера, о руском рулету. Продуцент филма Мајкл Дили, који је нашао сценарио, унајмио је сценаристу/режисера Мајкла Чимина, који је заједно са Дериком Вошберном преправио текст користећи елемент руског рулета и стављајући га у Вијетнамски рат. Снимање филма није прошло без проблема, будући да су прекорачени дозвољени буџет и распоред снимања; филм је на крају коштао 15 милиона долара. У време биоскопске дистрибуције филма, сцене са руским рулетом су се сматрале изразито контроверзнима.
Филм је био номинован за девет награда Оскар, а освојио је пет: за најбољи филм, најбољег режисера (Чимино), најбољег споредног глумца (Вокен), најбољи микс звука и најбољу монтажу. Филм је обележио прву номинацију Мерил Стрип за награду Оскар (за најбољу споредну глумицу). Амерички филмски институт је поставио филм на 53. место листе најбољих америчких филмова свих времена. Конгресна библиотека је 1996. године изабрала филм за чување у Националном регистру филмова, као „културно, историјски или естетски значајан”.

## Радња
У Клертону, малом индустријском градићу у западном делу америчке државе Пенсилванија у другој половини 1967. године, руско-амерички радници у челичани, Мајкл „Мајк” Вронски, Стивен Пушков и Никанор „Ник“ Чевотаревич, уз помоћ својих пријатеља и колега, Стена и Питера „Аксела” Акселрода, као и власника локалног кафића Џона Велша, припремају се за два велика предстојећа догађаја: Стивеново венчање и одлазак на служење војног рока.
У уводним сценама филма упознајемо тројицу главних ликова − Мајка, озбиљног, али скромног вођу; Стивена, срдачног младожењу и Ника, тихог, интроспективног младића који воли одлазак у лов на јелене због „дрвећа”. У овом делу филма такође се упознајемо и са Мајковом филозофијом „једног хица” − филозофијом према којој Мајк воли да лови јелене (убити их једним хицем). Пре него што њих тројица оду у Вијетнам на војни рок, Стивен и његова девојка Анџела (која је трудна са другим мушкарцем, али коју Стивен свеједно воли) венчавају се у руској православној цркви. У међувремену, открива се да Мајк скрива романтична осећања према Линди, Никовој девојци.
Прослава венчања одвија се у локалном бару па су ускоро сви пијани, плешу, певају и добро забављају. У једном тренутку Мајк, Ник и Стивен примећују да је на венчање дошао припадник америчких специјалних војних јединица. Мајк му купује пиће и покушава да започне разговор како би сазнао каква је ситуација у Вијетнаму, али га војник игнорише. Након што му Мајк објасни да он, Стивен и Ник ускоро одлазе у Вијетнам, припадник Зелених беретки диже чашу и каже „јеби га”. Ускоро чини идентичну ствар, подиже чашу и говори исто. Након што га остали зауставе пре него што би могао да започне тучу, Мајк се враћа за бар и као подругљиву шалу диже своју чашу, наздравља са војником и каже „јеби га”. Војник га погледа и кисело му се насмеши. Касније, Стивен и Анџела током церемоније прославе венчања пију из заједничког пехара, а према старој традицији верује се да ако попију цело вино без проливања иједне капи, биће срећни до краја живота. Ипак, једна кап црвеног вина коју нико није приметио пада на Анџелину венчаницу и на тај начин наговештава будуће догађаје.
Након што Линда ухвати букет цвећа којег је бацила Анџела, Ник је запроси на што она пристаје. Касније те вечери, пијани Мајк трчи градом потпуно го. Ник га сустиже и у њиховом заједничком разговору моли га да га не оставља „тамо”, ако се ишта лоше догоди. Следећег дана Мајк, Ник, Стенли, Џон и Аксел одлазе у лов на јелене последњи пут, а Мајк убија јелена „једним хицем”.
Ускоро се филм пребацује у ратом уништено село које напада амерички хеликоптер и које су окупирали комунисти. Војник Северног Вијетнама баца гранату у склониште препуно цивила. Мајк, који се до тог тренутка налазио у несвести (а који је у међувремену постао наредник у специјалним војним јединицама) буди се и види војника како убија жену која у наручју носи дете. Као освету, Мајк га убија бацачем пламена. У међувремену из хеликоптера излази неколико припадника америчке пешадије међу којима су Ник и Стивен. Мајк, Стивен и Ник неочекивано се сусрећу пре него што их Вијетнамци заробе и одведу у ратни логор поред реке заједно са осталим америчким војницима и војницима Јужног Вијетнама.
Као забаву, садистички чувари присиљавају затворенике да играју руски рулет и притом се кладе на оне који ће преживети и оне који неће. Сва три пријатеља присиљена су да играју. Стивен игра против Мајка који му даје моралну подршку, али Стивен доживљава слом и губи контролу над пиштољем чији метак га рањава по глави. Као казну, стражари стављају Стивена у подводни кавез препун пацова и лешева оних који су доживели исту судбину као он. Још раније је Мајк разговарао са Ником у вези Стивена и његовог евентуалног преживљавања целог догађаја, али након што, уз Никову помоћ, убије своје поробљиваче, Мајк спашава Стивена. Ускоро њих тројица плутају реком на великој грани дрвета. Случајно их проналази амерички хеликоптер, али Ник је једини који успева да се попење на њега. Ослабљени Стивен пада с хеликоптера натраг у реку, а Мајк се намерно баца за њим како га не би оставио и спашава га. Мајк помаже Стивену да се домогне обале, али Стивенове ноге су сломљене па га Мајк носи кроз џунглу до савезничких ратних линија. Када наиђу на караван локалних цивила који беже из ратне зоне, Мајк зауставља војни камион Јужних Вијетнамаца и на њега ставља рањеног Стивена молећи војнике да се побрину за њега.
За то време психички оштећени Ник се опоравља у војној болници у Сајгону, не знајући шта се догодило са његовим пријатељима. Након болничког отпуштања, он бесциљно лута градом по ноћи. У једном тренутку упознаје Џулијена Гринду, пријатељски расположеног Француза који пије шампањац, а који се налази испред собе у којој људи играју руски рулет и кладе се на њих. Гринда наговара невољног Ника да учествује и одводи га у собу. Тамо се налази Мајк који проматра игру, али Ник га не примећује. Када Мајк види Ника покушава да га дозове, али га овај свеједно не види. Ник улази у игру, узима пиштољ једног од учесника и пуца на њега и у себе што код публике изазове немир због прекида игре. Гринда повлачи Ника до свог аутомобила и њих двојица заједно беже, док Мајк цело то време из гужве покушава да дозове Ника, али без успеха.
Мајк се враћа у САД, али одлучује да се не показује у јавности. Говори возачу таксија, у којем долази, да само прође покрај његове куће у којој га чекају сви пријатељи, јер му је неугодно због церемоније коју су приредили Линда и остали. Касније он посећује Линду и њих двоје се зближавају, али само због чињенице што мисле да су обоје изгубили заједничког пријатеља. Мајк ускоро сазнаје за Анџелу коју посећује у њеном дому. Анџела се налази у готово кататоничном стању и једва је способна да разуме шта јој Мајк говори. Када је Мајк упита где се налази Стивен, она му на папирићу пише његов број телефона, што Мајка одводи у локалну ветеранску болницу у којој се Стивен налази већ неколико месеци.
Мајк одлази у лов са Акселом, Џоном и Стеном, али након што нађе јелена и испали свој „један хитац” усмерава пушку у ваздух и на тај начин јелен успева да побегне. Седа на оближњи камен и виче „ОK?”, а јека учини своје па се његов „ОK” чује још много пута што упућује на његово ментално стање услед губитка пријатеља Стивена и Ника. Враћа се у колибу у којој Стен показује мали револвер који је купио и са којим млатара около. У једном тренутку Мајк му узима пиштољ и уперава му га у главу, не знајући да је пиштољ напуњен. Ускоро Мајк посећује Стивена, који је изгубио обе ноге и деломично је парализован. Стивен му открива да му неко из Сајгона шаље велике суме новца, а Мајк је уверен да се ради о Нику. Након тога Мајк одводи Стивена кући, његовој супрузи Анџели и отпутује у Сајгон неколико недеља пре пада тог града 1975. године.
У Сајгону, Мајк проналази Гринду који се у међувремену обогатио играјући руски рулет, кладећи се на Ника. Гринда га одводи до Ника у препуном клубу где се игра руски рулет, али Ник се више не сећа свог пријатеља и свог дома у Пенсилванији. Мајк улази сам у игру руског рулета против Ника, надајући се да ће на тај начин вратити Нику сећање и наговорити га да се заједно врате кући, али до тада је Ников ум већ потпуно замрачен. Мајк хвата Ника за руку како би га спречио да пуца у себе приликом игре и открива да су му руке препуне ожиљака (што је импликација на његово вероватно дрогирање хероином). У последњем тренутку, након што Мајк покуша да га подсети на њихове заједничке одласке у лов, Ник коначно препознаје Мајка и насмеши се. Ник му каже „један хитац”, диже руку са пиштољем до своје главе, повлачи окидач и убија се. Ужаснут, Мајк покушава да га дозове, али без успеха.
У САД се 1975. године одржава погреб за Ника, којег је у међувремену Мајк довео кући и на тај начин одржао своје обећање. Филм се завршава сценом у којој се сви налазе у Џоновом бару, певају песму „Боже благословио Америку” и наздрављају у Никову част.

## Улоге
| Глумац          | Улога                     |
| --------------- | ------------------------- |
| Роберт де Ниро  | Мајкл „Мајк” Вронски      |
| Кристофер Вокен | Никанор „Ник” Чевотаревич |
| Џон Севиџ       | Стивен Пушков             |
| Џон Казале      | Стенли „Стош”             |
| Мерил Стрип     | Линда                     |
| Џорџ Зундза     | Џон Велш                  |
| Чак Аспегрен    | Питер „Аксел” Акселрод    |
| Пјер Сеги       | Џулијен Гринда            |
| Рутања Алда     | Анџела Пушкин             |
| Ширли Столер    | Стивенова мајка           |
| Ејми Рајт       | деверуша                  |
| Ричард Кас      | Линдин отац               |
| Џо Грифаси      | вођа бенда                |